# Cecil Kellaway
Cecil Kellaway (Ciutat del Cap, Sud-àfrica, 22 d'agost de 1893 - Hollywood, Los Angeles, Califòrnia, Estats Units, 28 de febrer de 1973) va ser un actor de cinema britànic d'origen sud-africà.

## Biografia[1]
Kellaway va passar molts anys com a actor, autor i director en la indústria cinematogràfica australiana fins que va provar fortuna a Hollywood en els anys 1930. En veure que només feia pel·lícules de gàngsters, es va descoratjar i va tornar a Austràlia. Posteriorment, el 1939 William Wyler li va trucar i li va oferir un paper a Cims borrascosos. Des d'aleshores va ser molt sol·licitat per a qualsevol tipus de paper.
Cecil Kellaway va ser nominat en dues ocasions pels Oscars en la categoria de Millor actor secundari, per The Luck of the Irish i Endevina qui ve a sopar.
Era cosí d'Edmund Gwenn, el veritable nom del qual era Edmund Kellaway.

## Filmografia[2]
- 1933: The Hayseeds: Dad Hayseed
- 1936: It Isn't Done: Hubert Blaydon
- 1938: Everybody's Doing It: Mr. Beyers
- 1938: Double Wuthering Heights: Earnshaw
- 1938: Night Spot: Willard Lorryweather
- 1939: Mr. Chedworth Steps Out: George Chedworth
- 1939: The Sun Never Sets: Director de l'oficina Colonial
- 1939: Man About Town: Headwaiter
- 1939: The Under-Pup: Mr. Wendelhares

- 1939: Intermezzo: A Love Story: Charles Moler

- 1939: We Are Not Alone: Judge
- 1940: Mexican Spitfire: Mr. Chumley
- 1940: The Invisible Man Returns: Inspector Sampson de Scotland Yard
- 1940: The House of the Seven Gables: Philip Barton
- 1940: Adventure in Diamonds: Emerson
- 1940: Phantom Raiders: Mr. Franklin Morris
- 1940: Brother Orchid: Brother Goodwin
- 1940: The Mummy's Hand: The Great Solvani, Stage Name of Tim Sullivan
- 1940: Diamond Frontier: Noah
- 1940: Mexican Spitfire Out West: Mr. Chumley
- 1940: South of Suez: Henry Putnam
- 1940: La carta (The Letter): Prescott
- 1940: Lady with Red Hair: Mr. Chapman
- 1941: Small Town Deb: Henry Randall
- 1941: West Point Widow, de Robert Siodmak: Dr. Spencer
- 1941: A Very Young Lady: Professor Starkweather
- 1941: Burma Convoy: Angus McBragel
- 1941: Birth of the Blues: Granet
- 1941: Nova York Town: Shipboard Host
- 1941: Appointment for Love: O'Leary
- 1941: Night of January 16th: Oscar, the Drunk
- 1941: Bahama Passage: Capità Jack Risingwell
- 1942: The Lady Has Plans: Peter Miles
- 1942: Take a Letter, Darling: Oncle George
- 1942: Are Husbands Necessary?: Dr. Buell
- 1942: Night in New Orleans: Dan Odell
- 1942: M'he casat amb una bruixa (I Married a Witch): Daniel
- 1942: My Heart Belongs to Daddy, de Robert Siodmak: Alfred
- 1942: Star Spangled Rhythm: Finale
- 1943: Freedom Comes High: pare d'Ellen
- 1943: Forever and a Day: Convidat a sopar
- 1943: The Crystal Ball: Pop Tibbets
- 1943: It Ain't Hay: King O'Hara
- 1943: The Good Fellows: Jim Hilton
- 1944: Showboat Serenade: Coronel Jordan
- 1944: La cala del francès (Frenchman's Creek): William
- 1944: Mrs. Parkington: Edward - príncep of Wales
- 1944: And Now Tomorrow: Doctor Weeks
- 1944: Practically Yours: Marvin P. Meglin
- 1945: Love Letters: Mac
- 1945: Kitty: Thomas Gainsborough
- 1946: El carter sempre truca dues vegades (The Postman always rings twice): Nick Smith
- 1946: Easy to Wed: J.B. Allenbury
- 1946: The Cockeyed Miracle: Tom Carter
- 1947: La noia de varietats (Variety Girl): Cecil Kellaway
- 1947: Unconquered: Jeremy Love
- 1947: Always Together: Jonathan Turner
- 1948: The Luck of the Irish: Horace (A Leprechaun)
- 1948: Joan of Arc: Jean, l'Inquisidor de Rouen
- 1948: The Decision of Christopher Blake: Jutge Alexander Adamson
- 1948: Retrat de Jennie (Portrait of Jennie): Matthews
- 1949: Down to the Sea in Ships: Slush Tubbs
- 1950: The Reformer and the Redhead: Dr. Kevin G. Maguire
- 1950: Harvey: Dr. Chumley
- 1950: Kim: Hurree Chunder
- 1951: Katie Did It: Nathaniel B. Wakeley VI
- 1951: Francis Goes to the Races: Coronel Travers
- 1951: Half Angel: Mr. Gilpin
- 1951: The Highwayman: Lord Herbert
- 1952: Just Across the Street: Pop Smith
- 1952: My Wife's Best Friend: Rev. Chamberlain
- 1952: Thunder in the East: Dr. Willoughby
- 1953: La reina verge (Young Bess): Mr. Parry
- 1953: El monstre dels temps remots (The Beast from 20,000 Fathoms): Prof. Thurgood Elson
- 1953: Cruisin' Down the River: Thadeus Jackson
- 1953: Paris Model: Patrick J. Sullivan també anomenat P.J.
- 1954: Hurricane at Pilgrim Hill: Jonathan Huntoon Smith
- 1955: Interrupted Melody: Bill Lawrence
- 1955: The Prodigal: Governador
- 1955: Dones a la platja (Female on the Beach): Osbert Sorenson
- 1956: The Toy Tiger: James Fusenot
- 1957: Johnny Trouble: Tom McKay
- 1958: El rebel orgullós (The Proud Rebel): Dr. Enos Davis (Quaker)
- 1959: Destination Space (TV): Dr. A.A. Andrews
- 1959: The Shaggy Dog: Professor Plumcutt
- 1960: The Private Lives of Adam and Eve: Doc Bayles
- 1961: Francis of Assisi: Cardenal Hugolino
- 1961: Tammy Tell Me True: Capità Joe
- 1962: Zotz!: Dean Joshua Updike
- 1963: El cardinal: Monsignor Monaghan
- 1964: The Confession: The Bishop
- 1964: Hush... Hush, Sweet Charlotte: Harry Wills
- 1966: Spinout: Bernard Ranley
- 1967: The Adventures of Bullwhip Griffin: Mr. Pemberton
- 1967: Endevina qui ve a sopar (Guess Who's Coming to Dinner): Mike Ryan
- 1967: Fitzwilly: Buckmaster
- 1970: Pel bon camí (Getting Straight): Dr. Kasper
- 1970: Wacky Zoo of Morgan City (TV): Old Al Casey
- 1972: Call Holme (TV): Lord Basil Hyde-Smith

## Premis i nominacions

### Nominacions
- 1949: Oscar al millor actor secundari per The Luck of the Irish
- 1968: Oscar al millor actor secundari per Endevina qui ve a sopar